# PayScale
PayScale, Inc. o payscale.com è un'impresa statunitense di cloud computing che dà informazioni sugli stipendi delle attività lavorative nel mondo attraverso il suo sito internet, lanciato il primo gennaio 2002.
Fu fondata da Joe Giordano, ex manager Microsoft e da John Gaffney.
Il 14 aprile 2014 Warburg Pincus investe fino a 100.000.000 di dollari per una quota di proprietà di maggioranza della società. Il 25 aprile 2019, Francisco Partners ha annunciato un investimento di maggioranza in PayScale per un valore aziendale di $ 325 milioni.

## Servizi
PayScale.com è stato sviluppato per aiutare le persone e le aziende a ottenere informazioni accurate e in tempo reale sulla compensazione del mercato del lavoro. Mentre PayScale ha iniziato con il crowdsourcing dei dati sui compensi dai dipendenti per alimentare i suoi prodotti per i datori di lavoro, le sue offerte Software as a Service si sono evolute per consentire alle aziende di utilizzare più fonti di dati sulla retribuzione, tra cui Crowd Sourced e Company Sourced di PayScale e dati di altri fornitori. I clienti possono anche gestire la loro strategia e struttura retributiva dei dipendenti all'interno della piattaforma ed eseguire svariate analisi retributive. Per i dipendenti, il servizio funziona tramite Internet consentendo alle persone di inviare il proprio profilo professionale e i dati salariali, che vengono poi confrontati con altri delle stesse caratteristiche. Ricevono un rapporto gratuito sul loro valore di mercato.
L'azienda genera profitti vendendo abbonamenti SaaS, dati di retribuzione e servizi ai datori di lavoro, per aiutare a determinare le corrette tariffe di mercato per l'assunzione, il benchmarking e il budget e mediante pubblicità mirata ai dipendenti che visitano il suo sito web.